# Malolos
Malolos is de hoofdstad van de Filipijnse provincie Bulacan op het eiland Luzon. Bij de laatste census in 2007 had de stad ruim 223 duizend inwoners.

## Geografie

### Bestuurlijk indeling
Malolos is onderverdeeld in de volgende 51 barangays:
| - Anilao - Atlag - Babatnin - Bagna - Bagong Bayan - Balayong - Balite - Bangkal - Barihan - Bulihan - Bungahan - Dakila - Guinhawa - Caingin - Calero - Caliligawan - Canalate | - Caniogan - Catmon - Cofradia - Ligas - Liyang - Longos - Look 1st - Look 2nd - Lugam - Mabolo - Mambog - Masile - Matimbo - Mojon - Namayan - Niugan - Pamarawan | - Panasahan - Pinagbakahan - San Agustin - San Gabriel - San Juan - San Pablo - San Vicente - Santiago - Santisima Trinidad - Santo Cristo - Santo Niño - Santo Rosario - Santor - Sumapang Bata - Sumapang Matanda - Taal - Tikay |

## Demografie
Malolos had bij de census van 2007 een inwoneraantal van 223.069 mensen. Dit zijn 47.778 mensen (27,3%) meer dan bij de vorige census van 2000. De gemiddelde jaarlijkse groei komt daarmee uit op 3,38%, hetgeen hoger is dan het landelijk jaarlijks gemiddelde over deze periode (2,04%). Vergeleken met de census van 1995 is het aantal mensen met 75.655 (51,3%) toegenomen.

De bevolkingsdichtheid van Malolos was ten tijde van de laatste census, met 223.069 inwoners op 77,25 km², 2887,6 mensen per km².

## Geboren in Malolos
- Santiago Lucero (29 december 1870), senator (overleden 1925);
- Guillermo Tolentino (24 juli 1890), beeldhouwer en nationaal kunstenaar van de Filipijnen (overleden 1976);
- Jose Cojuangco sr. (3 juli 1896), politicus, grootgrondbezitter, suikermagnaat en bankier (overleden 1976);
- Bienvenido Tantoco sr. (7 april 1921), ondernemer en ambassadeur

Angat · Balagtas · Baliuag · Bocaue · Bulacan · Bustos · Calumpit · Doña Remedios Trinidad · Guiguinto · Hagonoy · Malolos · Marilao · Meycauayan · Norzagaray · Obando · Pandi · Paombong · Plaridel · Pulilan · San Ildefonso · San Jose del Monte · San Miguel · San Rafael · Santa Maria